# 21e étape du Tour d'Espagne 1998

La 21e étape du Tour d'Espagne 1998 a eu lieu le 26 septembre 1998 autour de Fuenlabrada. Elle a été remportée par Alex Zülle.

## Récit
Alex Zülle s'impose pour une seconde dans ce contre-la-montre devant Abraham Olano qui récupère en toute logique le maillot amarillo la veille de l'arrivée. José María Jiménez, porteur du maillot amarillo, parvient à accrocher la troisième place du podium malgré ses limites dans l'exercice solitaire.

Lance Armstrong, 3e de l'étape, échoue au pied du podium final pour seulement 6". Malgré ses excellentes performances en montagne et en contre-la-montre, peu de gens voient en l'Américain le vainqueur des 7 prochains Tours de France.

## Classement de l'étape
| \| 1. \| Alex Zülle \| \| Festina \| en \| \| \| 2. \| Abraham Olano \| \| Banesto \| + \| 1 s \| \| 3. \| Lance Armstrong \| \| US Postal \| \| 8 s \| |                 |  |           |    |     |
| 1. | Alex Zülle      |  | Festina   | en |     |
| 2. | Abraham Olano   |  | Banesto   | +  | 1 s |
| 3. | Lance Armstrong |  | US Postal |    | 8 s |

## Classement général
| \| 1. \| Abraham Olano \| \| Banesto \| en \| \| \| 2. \| Fernando Escartín \| \| Kelme \| + \| 1 min 23 s \| \| 3. \| José María Jiménez \| \| Banesto \| \| 2 min 12 s \| |                    |  |         |    |            |
| 1. | Abraham Olano      |  | Banesto | en |            |
| 2. | Fernando Escartín  |  | Kelme   | +  | 1 min 23 s |
| 3. | José María Jiménez |  | Banesto |    | 2 min 12 s |